# Оперантно условљавање
Оперантно условљавање је одговор који се условљавањем очекује од околине. Под оперантним или делатним понашањем, бихевиористи подразумевају свако понашање које делује на околину на такав начин да у њој изазива неке последице. Под оперантним условљавањем се зато подразумева онај одговор који се условљавањем очекује од околине (пожељан или непожељан) те је овакав вид условљавања у функцији својих последица. Условљавање се одвија по моделу стимулус – оперантни одговор – давање поткрепљења.